# Lettera di suicidio

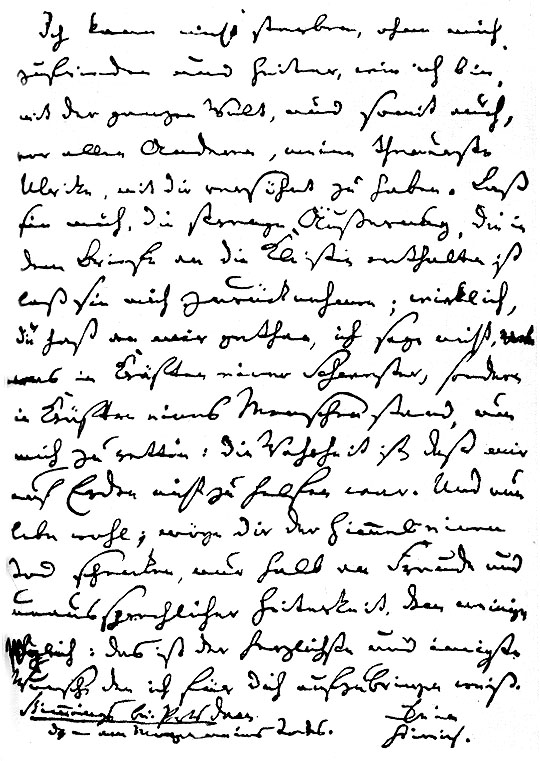
Lettera di suicidio del poeta Heinrich von Kleist, indirizzata alla sorellastra Ulrike

Una lettera di suicidio (o lettera di addio, lettera di morte, o nota di suicidio) è un messaggio redatto da una persona che si è suicidata o ha intenzione di farlo.
Le motivazioni dietro la redazione di una lettera di addio variano dalla spiegazione del gesto alla confessione di crimini, in particolare nei casi di omicidio-suicidio. Circa il 30% dei suicidi sono accompagnati da una lettera.
Le lettere stilate in età avanzata sono generalmente più corte rispetto a quelle composte da soggetti più giovani.

## Motivazioni
Alcuni campi di studio, come la sociologia, la psichiatria e la grafologia, hanno indagato sui motivi per cui le persone che si uccidono o tentano il suicidio lasciano una nota.
Secondo Lenora Olsen, professoressa presso la University of Utah School of Medicine, i motivi più comuni per cui le persone che pensano al suicidio scelgono di scrivere una nota di suicidio includono uno dei seguenti o di più:
- per alleviare il dolore dei conoscenti della vittima tentando di discolparli;
- aumentare il dolore dei sopravvissuti tentando di creare sensi di colpa;
- per esporre le ragioni del suicidio;
- per esprimere pensieri e sentimenti che la persona non si è sentita in grado di esprimere nella vita;
- dare istruzioni per lo smaltimento dei resti;
- talvolta, per confessare atti di omicidio o altri reati.[4][5][6]

A volte c'è anche un messaggio nel caso di omicidio-suicidio, che spiega i motivi del delitto, come per la dichiarazione di suicidio di Marc Lépine durante il massacro del Politecnico di Montréal e le dichiarazioni videoregistrate degli attentatori di Londra del 7 luglio 2005.

## Personaggi famosi che hanno lasciato una lettera di addio
- Leelah Alcorn, adolescente transgender statunitense costretta a sottoporsi a terapia di conversione dai suoi genitori cristiani.[7]
- Etika, youtuber statunitense, prima della sua scomparsa, avvenuta il 19 giugno 2019, ha pubblicato quello che sarebbe stato il suo ultimo video su YouTube intitolato semplicemente "Mi dispiace", in cui si scusava per il suo comportamento maniacale nei mesi precedenti al video, ammettendo di avere problemi di salute mentale. Alludendo a pensieri suicidi nel video, ha detto: "Spero che la mia storia possa aiutare a rendere YouTube un posto migliore in futuro in cui le persone conoscono confini e limiti e fino a che punto dovrebbero andare le cose". Sebbene YouTube abbia rimosso il video per aver violato le sue Linee guida della community, i fan di Etika hanno ripubblicato il video su altre piattaforme.
- Korechika Anami, "Io - con la mia morte - chiedo umilmente scusa all'Imperatore per il grande crimine". Gli storici sono divisi su quale crimine si riferisse, ma forse al suo ruolo nel fallito colpo di stato contro l'imperatore Hirohito nelle ore successive alla resa del Giappone.
- José Manuel Balmaceda, presidente cileno.
- Clara Blandick, attrice cinematografica statunitense, famosa soprattutto per aver interpretato la zia Emma in Il mago di Oz. La sua nota iniziava: "Ora sto per fare la grande avventura".[8]
- Leslie Cheung, attore e musicista hongkonghese affetto da depressione clinica.
- Christine Chubbuck, conduttrice televisiva di WXLT TV (Sarasota) suicidatasi durante una puntata del telegiornale.
- Kurt Cobain, cantante dei Nirvana. La lettera è indirizzata al suo amico immaginario d'infanzia e spiega le ragioni per cui ha lasciato i Nirvana, seguite da un messaggio a sua moglie, Courtney Love, e a sua figlia, Frances Bean Cobain. La lettera faceva riferimento a Freddie Mercury e citava la frase "It's Better to Burn Out Than to Fade Away" dalla canzone "Hey Hey, My My (Into the Black)" dall'album Rust Never Sleeps di Neil Young.
- Ian Curtis, cantante dei Joy Division. Nelle prime ore del 18 maggio 1980, Curtis si impiccò nella cucina di casa sua al 77 di Barton Street, Macclesfield. Aveva appena visto il film La ballata di Stroszek di Werner Herzog e ascoltato The Idiot di Iggy Pop.
- Dalida, cantante italiana naturalizzata francese. Ha lasciato un biglietto con su scritto: "La vie m’est insupportable, Pardonnez-moi" (La vita mi è insopportabile, Perdonatemi).[9]
- Brad Delp, voce principale dei Boston che ha lasciato la seguente nota: "Mr. Brad Delp." J'ai une âme solitaire ". I am a lonely soul."[10]
- Budd Dwyer, politico della Pennsylvania che, durante una conferenza stampa televisiva registrata, ha letto una dichiarazione preparata e poi si è sparato.
- George Eastman, inventore della 35 mm e fondatore di Kodak. La sua lettera diceva semplicemente: "Ai miei amici: il mio lavoro è finito. Perché aspettare?"[11]
- Lee Eun-ju, attrice sudcoreana. Ha lasciato un biglietto di suicidio scarabocchiato nel sangue, in cui ha scritto: "Mamma, mi dispiace e ti voglio bene". Una nota a parte diceva: "Volevo fare troppo. Anche se vivo, non sono veramente viva. Non voglio che nessuno rimanga deluso. Il denaro non è tutto, ma il mondo soffre a causa di esso".
- Justin Fashanu, calciatore britannico gay, accusato di violenza sessuale nel Maryland. La sua lettera di suicidio negava le accuse,[12][13] affermando che il sesso era consensuale[12][13] e che era fuggito nel Regno Unito perché sentiva di non poter ottenere un giusto processo a causa della sua omosessualità,[13] e aggiungeva: "Mi sono reso conto che ero già stato presunto colpevole. Non voglio dare più imbarazzo ai miei amici e alla mia famiglia".[14]
- James Vincent Forrestal, ex Segretario della difesa degli Stati Uniti d'America e Segretario alla Marina degli Stati Uniti d'America.
- Romain Gary, scrittore francese. Ha scritto una lettera di suicidio spiegando le motivazioni e poi si è sparato in bocca. Oltre a ciò, aveva dichiarato: "Mi sono davvero divertito. Arrivederci e grazie".
- Pete Ham, leader del gruppo rock Badfinger. La sua lettera incolpava il manager del gruppo per la sua rovina finanziaria, definendolo "... un bastardo senz'anima. Lo porterò con me".
- Rudolf Hess, criminale di guerra nazista che si è suicidato nel Carcere di Spandau. "Grazie ai direttori per aver indirizzato questo messaggio a casa mia. Scritto diversi minuti prima della mia morte."
- David Foster Wallace, scrittore statunitense. Scrisse una lettera indirizzata alla moglie, mai resa pubblica.
- Virginia Woolf,  scrittrice, saggista e attivista britannica.